# Kempele
Kempele és una ciutat d'Ostrobòtnia del Nord a la província d'Oulu, Finlàndia. La seva població el 2005 era de 14.745 habitants i la seva àrea és de 110,33 km². La seva densitat és igual a 131,4 habitants per km² dels quals 0,20 km² era aigua.